# VyStar Veterans Memorial Arena
VyStar Veterans Memorial Arena é uma arena multi-uso localizada em Jacksonville, Flórida. Casa de diversos times de futebol de arena, hóquei no gelo, basquete e lacrosse, foi construída para substituir o antigo Jacksonville Coliseum e inaugurada em 2003,  comportando entre 13 mil e 15 mil pessoas dependendo do evento. Anteriormente conhecida como Jacksonville Veterans Memorial Arena, os direitos do nome foram adquiridos pela empresa VyStar Credit Union em 2019, num acordo de 15 anos que inclui uma contribuição anual para os times e a arena.